# Monte Pellecchia
Il Monte Pellecchia (1.369,8 m s.l.m.) è la cima più alta dei monti Lucretili, nel Lazio, posto tra la provincia di Rieti e la provincia di Roma, compreso tra i territori dei comuni di Monteflavio (RM), Scandriglia (RI) e Licenza (RM): secondo la cartografia della Regione Lazio, la cima è suddivisa tra i territori dei tre comuni.